# Кафедральный собор Лунда
 Кафедральный собор Лунда или Лундский собор (швед. Lunds Domkyrka, дат. Lund Domkirke) — лютеранский собор города Лунд, Сконе, Швеция. Главная церковь диоцеза Лунда Шведской лютеранской церкви. Долгое время был главным собором Дании и всей Скандинавии — до передачи города Швеции в 1658 году; здесь же находилась кафедра единственного в Скандинавии архиепископа.

## История

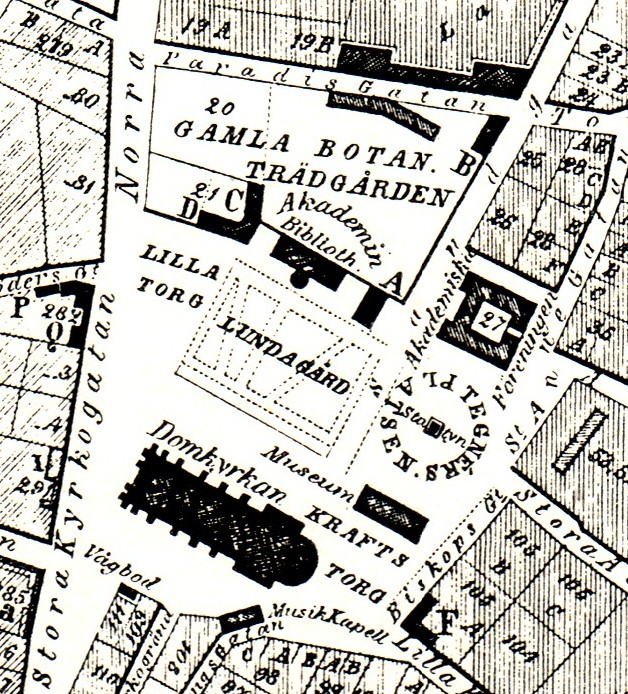
Собор на карте города 1866 года

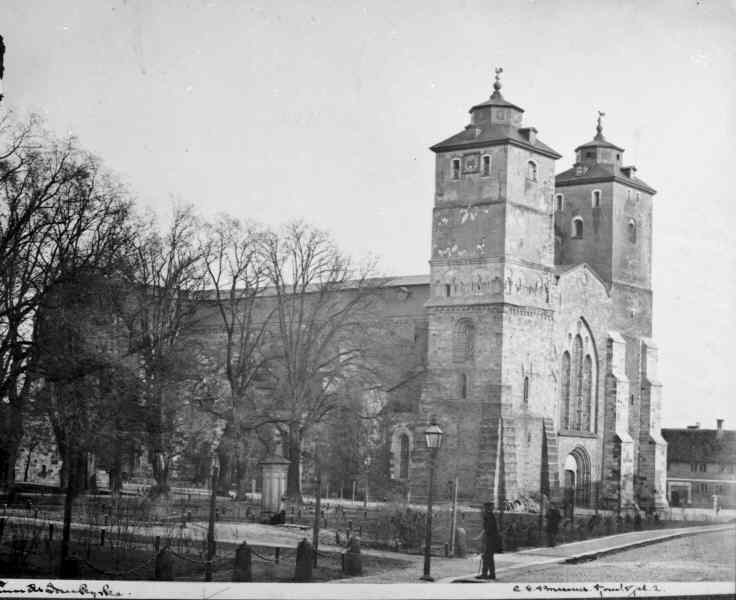
Собор в 1870 году, перед тем, как была проведена реконструкция западной части здания

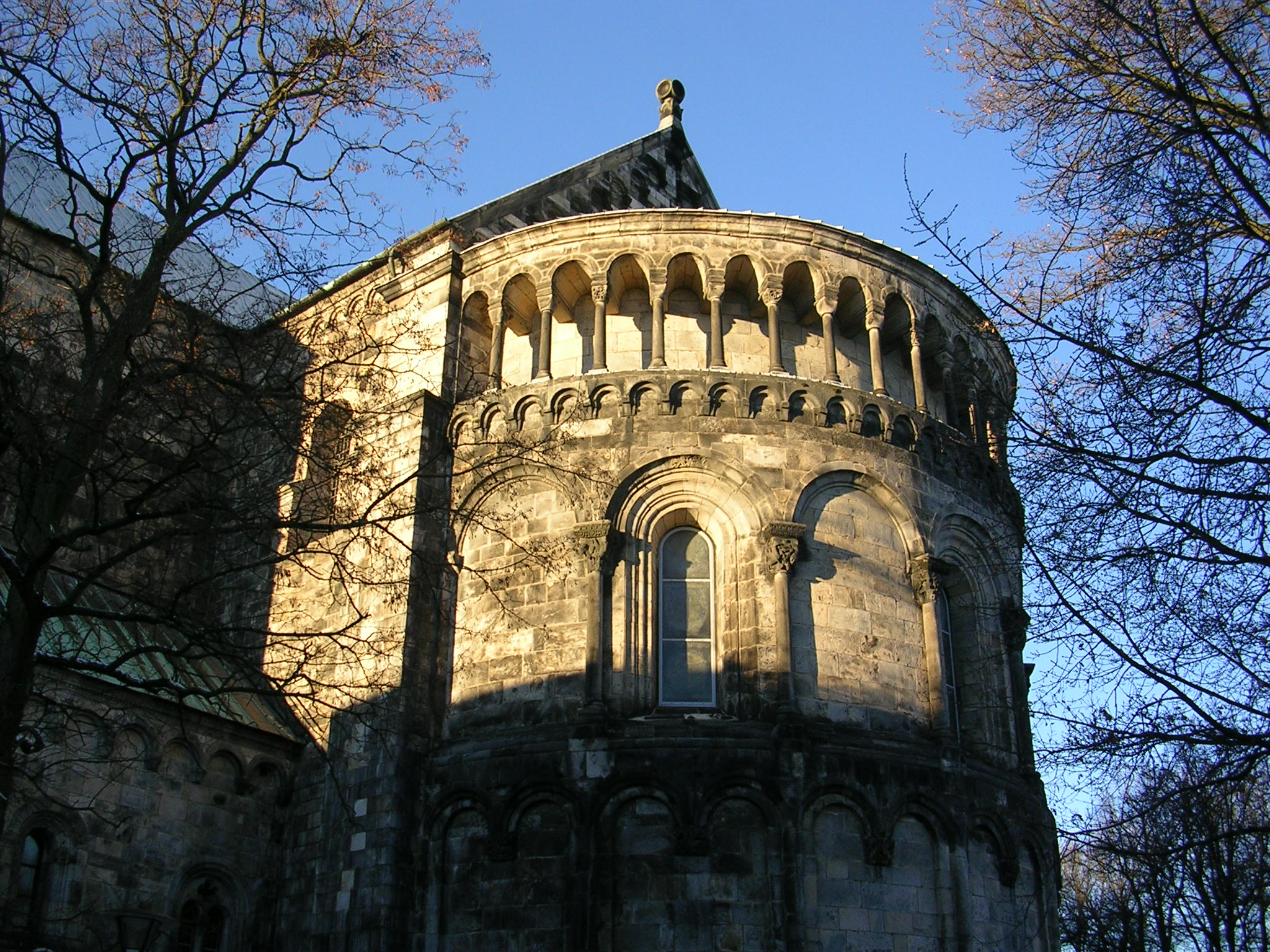
Апсида в романском стиле, украшенная галереей с колоннадой

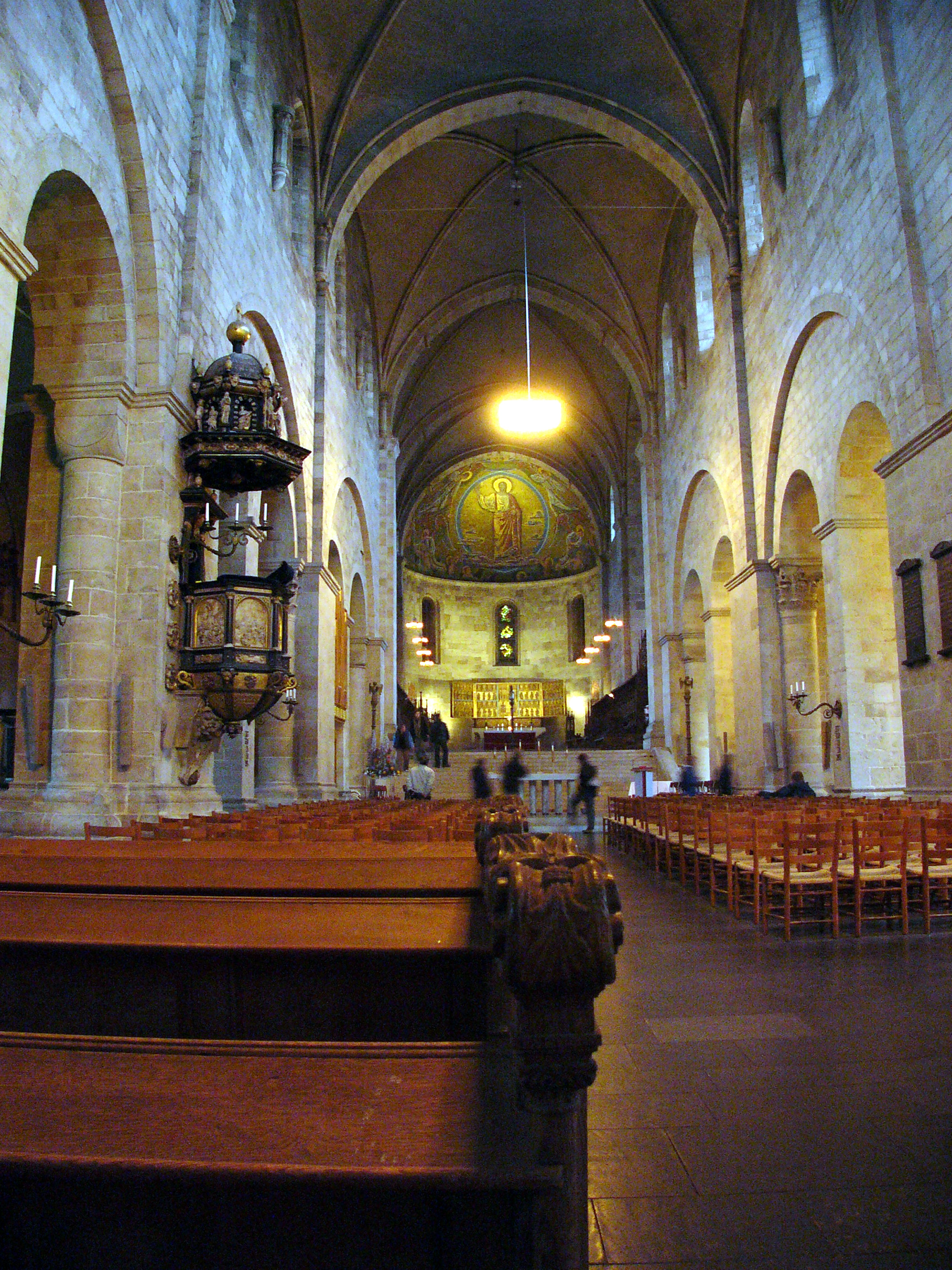
Внутренний вид собора — от входа в сторону алтарного возвышения

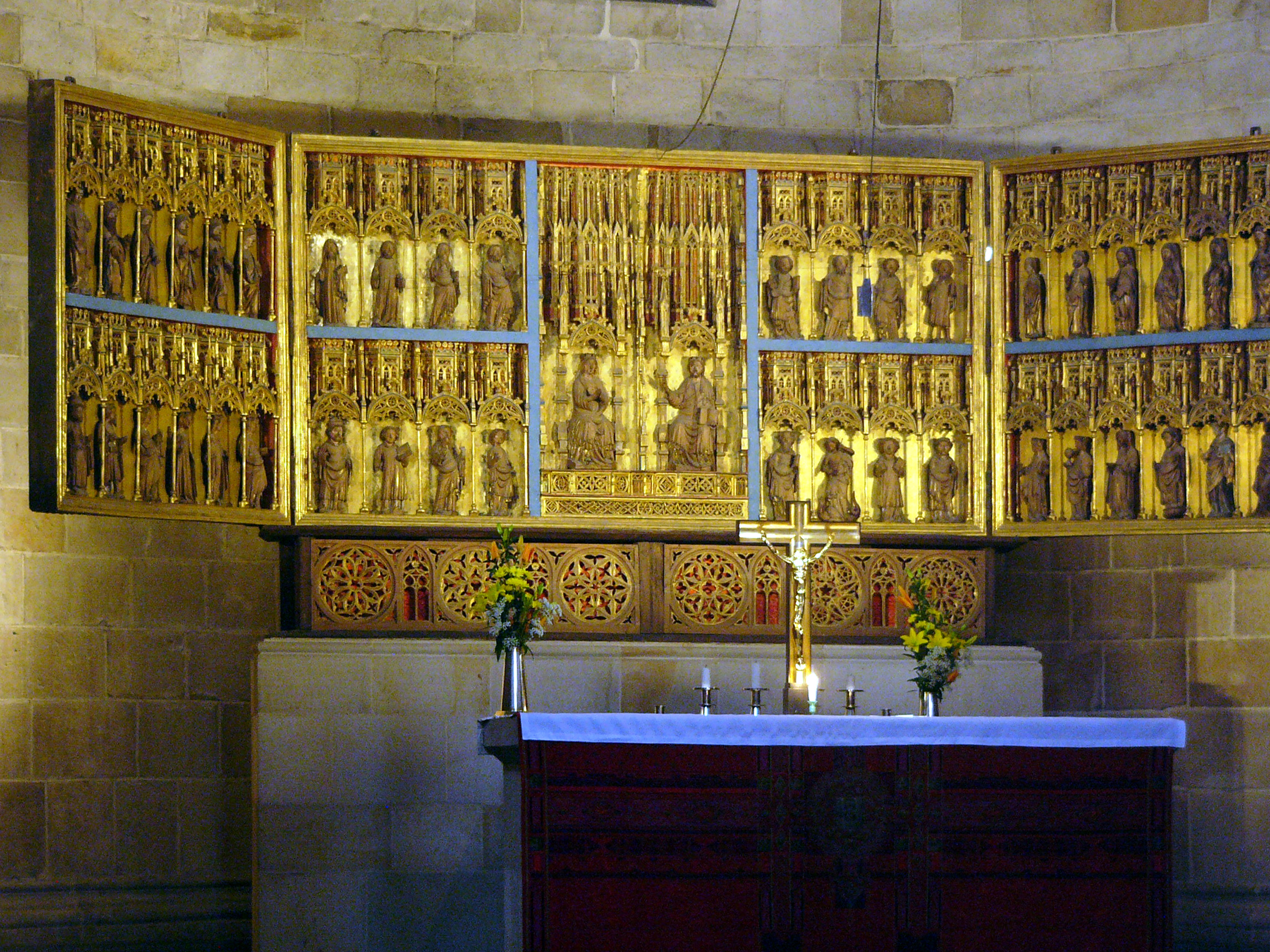
Готический алтарь датируемый 1398 годом

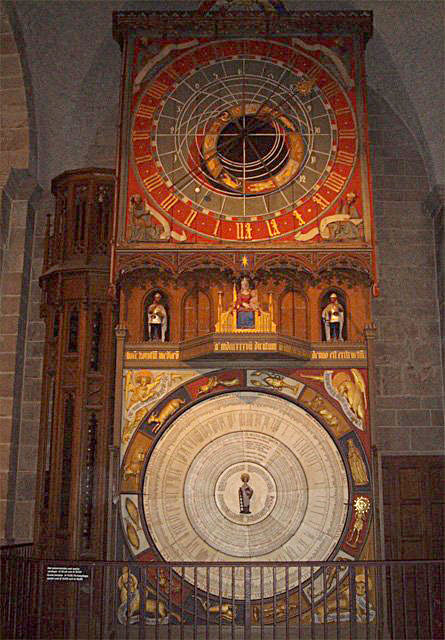
Астрономические часы

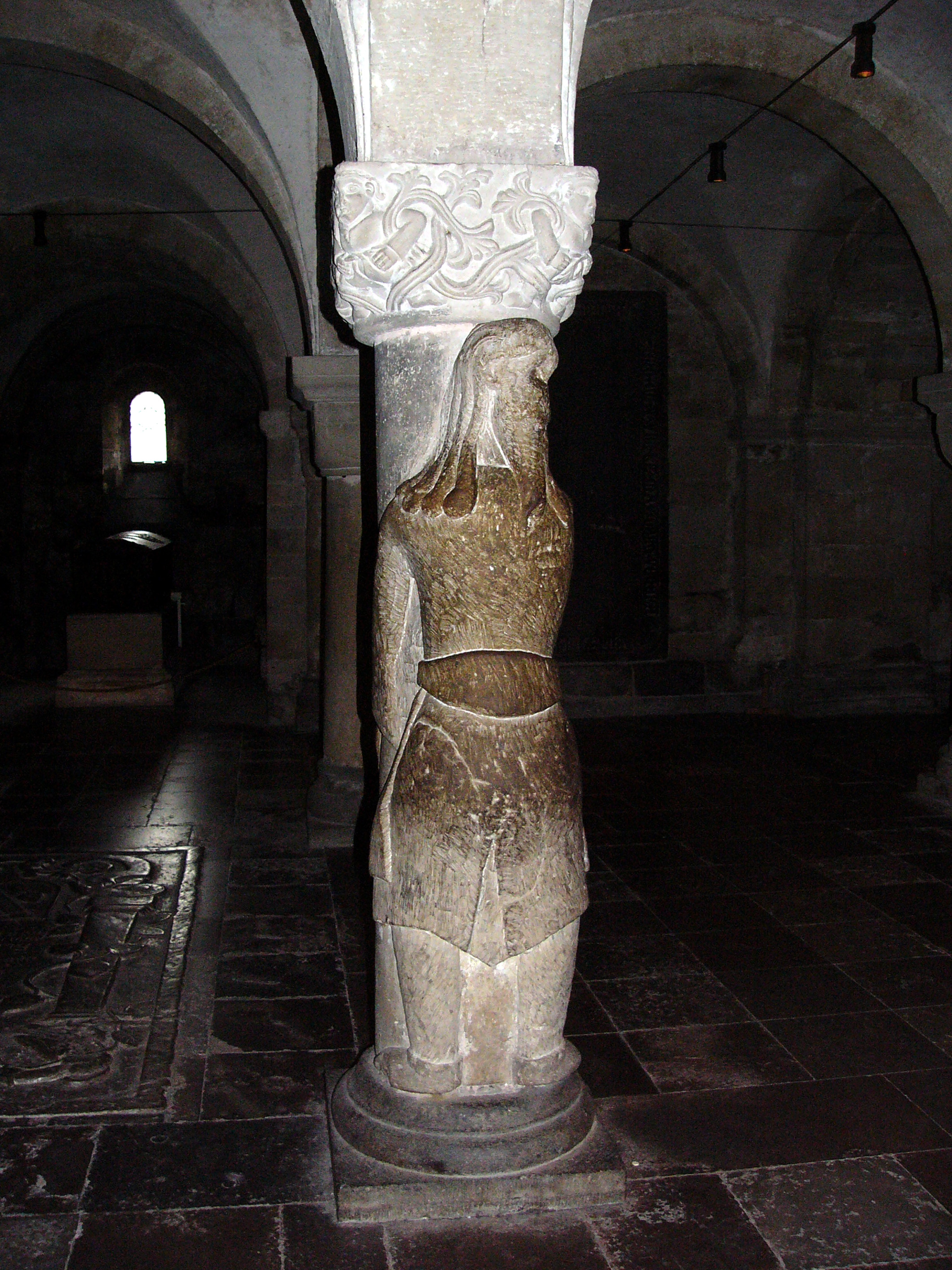
Скульптура легендарного гиганта Финтролла в крипте

Лунд играл важное значение в истории Скандинавии задолго до строительства там собора. Например, там на холме Святого Либера в Средние века проходили народные собрания Сконе (дат. landsting). В дохристианские времена здесь также находился религиозный центр. Лунд был основан около 990 года датским королём Кнутом Великим, который планировал отстроить здесь свою столицу. Епархия Лунда была учреждена в 1060 году.
Собор был построен в Лунде не позднее 1085 года, но неизвестно, находится ли ныне существующее здание на том же самом месте. В грамоте Кнуда IV, датированной 21 мая 1085 года, есть упоминание о соборе, построенном в течение 1080-х годов. Однако по описанию нет уверенности, что речь идёт о современном соборе Лунда. Соборная школа была открыта в 1085 году, что делает её самой старой школой Дании и Швеции.
Эрик I в ходе паломничества в Рим получил две важных уступки от Римского папы Пасхалия II: его убитый брат Кнуд IV был объявлен святым, а также было создано архиепископство, которое включало всю Скандинавию. Лунд стал его центром. Епископ Ассер стал первым архиепископом всей Скандинавии в 1104 году, и, видимо, строительство собора началось после утверждения этой кафедры. Здание было построено как типичная базилика с полукруглыми арками, поддерживающими плоский деревянный потолок. Сам же собор был построен из блоков гранита. Алтарь крипты был освящен в 1123 году. Собор и главный алтарь были освящены во имя Святого Лаврентия 1 сентября 1145 года архиепископом Эскилом, преемником Ассера. В ныне существующем здании от тех времён сохранилась только апсида.
Лунд стал религиозным сердцем Дании и за эти годы много мужских и женских монастырей возникло вокруг него.
Лунд играл важнейшую роль в истории Дании со времени, когда город стал центром скандинавского архиепископства. Здесь происходили встречи монархов со знатью. Здесь в 1202 году короновался Вальдемар II.
В 1234 году в церкви произошёл сильный пожар. При восстановлении здания были добавлены новые стена, своды и западный фасад. Много ценных художественных дополнений были сделаны в церкви в период средних веков. В 1370-х годах были построены великолепные готические хоры, а в 1398 году готический деревянный алтарь. В нефе здания около 1424 года были установлены астрономические часы.
В 1510-х, во время правления Ганса, немецкий художник Адам ван Дюрен провёл генеральную реконструкцию здания. В крипте, ван Дюрен создал украшенный великолепными рельефами монументальный саркофаг для последнего архиепископа Лунда Биргера Гуннарсена.
Во время Реформации и архиепископство, и собор пережил драматические перемены. Были закрыты многие монастыри. Торберн Билле стал последним католическим архиепископом Швеции, который безуспешно боролся с лютеранами, пока в 1536 году он не был заключён в тюрьму. Однако он был освобождён в следующем году после того, как он подчинялся новым требованиям к Церкви. Из собора были удалены статуи, некоторые средневековые художественные работы, боковые алтарей и реликварии.
По результатам Роскилльского мира в 1658 году епархия Лунда была передана Швеции.
Большая реконструкция здания была произведена Хельго Зеттерваллем в конце 19-го столетия, когда башни западного фасада обрели свой современный вид. В 1920-х годах к интерьеру апсиды было добавлено мозаичное художественное оформление.

## Искусство и архитектура
Церковь была построена из песчаника в романском стиле Ломбардии и Рейнской области. Об этом свидетельствуют общий план здания, крипта и арочная галерея, которая украшает верхний этаж апсиды.

### Башни
Башни собора имеют высоту 55 метров. Их пирамидальные крыши видны издалека в ясную погоду. Башни не открыты для посещения публикой. Самый старый церковный колокол был сделан в 1513 году.

### Вход
Две бронзовых двери, созданные Карлом Йоханом Дюферманом, служат главным входом. На них имеется 24 рельефных изображения библейских событий, преимущественно ветхозаветных времён. Выше дверного проёма на каменном фронтоне имеются изображения Иисуса Христа, Кнута IV и святого Лаврентия.

### Интерьер
Как в типичном здании романского стиля, в соборе Лунда довольно темно, так как окна имеют слишком маленькие размеры для достаточного естественного освещения. Церковь имеет три придела и трансепт. Церковь имеет роскошные готические хоры. Алтарь, находящий в апсиде, украшен великолепным престольным образом, датируемыми 1398 годом.
В южном придел собора находится информационный центр. Там же проходят различные выставки.

### Астрономические часы
Астрономические часы собора, Horologium mirabile Lundense, были созданы приблизительно в 1424 году. Остановленные в 1837 году, они были вновь запущены в 1923 году.
Вместо боя в часах можно услышать мелодию In dulci jubilo самого маленького органа церкви. В это время шесть деревянных фигур, представляющих трёх волхвов и их слуг, проходят перед Марией с младенцем Иисусом. Часы играют два раза в день — в 12:00 и 15:00 каждый день, за исключением воскресений, когда самая ранняя игра имеет место в 13:00 чтобы не прерывать утреннюю мессу.
На верху часов имеются два рыцаря, которые отмечают отдельные часы. Верхняя панель часов — астрономические часы. Помимо прочего они показывают фазы Луны и местоположение Солнца.
Нижняя панель часов — календарь. С его помощью можно вычислить, когда будет переходящий церковный праздник и на какой будний день падёт определённая дата. В середине календаря находится Святой Лаврентий, патрон собора, которого окружают символы четырёх евангелистов.

### Органы
В Лундском Соборе всего пять органов. Самый большой — орган галереи, который был построен между 1932 и 1934 годами датской компанией Marcussen и Søn, один из самых больших в Швеции. Орган галереи имеет всего 7074 трубы. В 1992 году он был отремонтировано той же самой компанией.
Самый маленький орган находится в астрономических часах. Он ежедневно играет In dulci jubilo. Три других органа находятся в крипте, баптистерии и на хорах.

### Крипта
Крипта осталась в значительной степени нетронутой начиная с его освящения в 1123 году. Крипта украшена многочисленными столбами, которые отличаются по стилю. Столбы были построены архитектором Донатусом. Самый известный столб имеет статую человека, охватывающего его. Местная легенда говорит, что эта фигура — Финнтролль, строитель собора. Другой столб имеет подобную скульптуру женщины, жены Финнтролля, согласно легенде. На самом деле, неизвестно, кто именно эти мужчина и женщина.
Главный алтарь крипты — он же самый старый алтарь в церкви, был освящён 30 июня 1123 года архиепископом Аскером. В крипте находится много саркофагов, и могильных плит. Среди них самым важным считается саркофаг архиепископа Биргера Гуннарсена, созданный Адамом ван Дюреном в 1510-х годах.

## Функции
Помимо богослужений собор используется как место для торжественной церемонии присуждения степени доктора. Также здесь часто проводятся концерты духовной музыки.

## Архитекторы
Неполный список архитекторов собора:
- Карл Георг Бруниус (1837—1859)
- Хельго Зеттервалль (1860—1902)
- Теодор Волин (1902—1942)
- Эйлер Гребе (1944—1967)
- Карл-Аксель Аккинг[швед.] (1970—1977)